# 藝術坊站
藝術坊站（法語：Station Place-des-Arts）是蒙特利尔交通局地铁绿线的车站，位于加拿大魁北克省蒙特利爾市市中心的藝術坊附近。

## 外部連結
- （法文）（英文）蒙特利爾交通局：藝術坊站 （页面存档备份，存于）（英文） （页面存档备份，存于）
- （法文）（英文）：藝術坊站 （页面存档备份，存于）（英文） （页面存档备份，存于），含有藝術坊站的資訊、歷史、車站結構與藝術品資料。